# Fondation King

Fondation King est un one-shot de bande dessinée dans l'univers du sport.
- Scénario et dessins : Raymond Reding
- Couleurs : Françoise Hugues

## Synopsis
Un riche collectionneur passionné de sport lègue à quatre sportifs renommés son château et sa fortune dans le but de construire une fondation pour venir en aide au sport, quelle qu'en soit la forme. L'unique épisode, Hantise à 5 mètres, prend place dans le milieu de l'athlétisme autour de la pratique du saut à la perche.

## Analyse
L'auteur d'Éric Castel s'essaye avec un groupe de personnages dont la richesse de personnalité semble supérieure à celle de sa série Éric Castel, qu'il entamera deux ans plus tard. Malheureusement, le premier tome, paru en 1977, ne sera suivi d'aucun autre, là où une série sportive pluridisciplinaire aurait pu percer.

## Album
- 1 Hantise à 5 mètres, Dargaud, Paris, 1er trimestre 1977
Scénario et dessin : Raymond Reding - Couleurs : Françoise Hugues -  (ISBN 2-205-01046-8)

## Autres albums et séries de l'auteur
- Vincent Larcher
- Eric Castel
- Grand Chelem
- Jari
- Monsieur Vincent
- Le Pacte de Pashutan
- Pytha
- Section R